# Deparia liangshanensis
Deparia liangshanensis är en majbräkenväxtart som först beskrevs av Ren-Chang Ching och Z.R.Wang, och fick sitt nu gällande namn av Z.R.Wang. Deparia liangshanensis ingår i släktet Deparia och familjen Athyriaceae. Inga underarter finns listade.